# Desmet (empresa de tecnología)
Desmet permite la elaboración de alimentos, piensos y biocombustibles de calidad como proveedor global líder de plantas y equipos diseñados a medida para transformar semillas oleaginosas, cereales y aceites tropicales en piensos/alimentos proteicos, aceites/grasas comestibles, oleoquímicos y biocombustibles.
Desmet es conocida por sus 3 marcas de larga tradición: Desmet, tecnologías de semillas oleaginosas y biocombustibles, RoseDowns, prensas de semillas oleaginosas y de extracción de grasas y aceites, y Stolz, maquinaria para la manipulación de granos, alimentos y molienda. 

## Estructura de la empresa
Con sede en Bélgica, Desmet opera en los principales mercados de aceites y grasas de todo el mundo. Integra unidades de negocio en América del Norte y Central, América del Sur, Sudeste Asiático, India y Europa.
Desmet Engineering Center Pvt. Ltd., una empresa de Desmet ubicada en Bangalore, India, proporciona servicios de ingeniería de detalle y automatización para dar soporte a la sección de ingeniería en las actividades de Aceites y Grasas, Oleoquímicos y Biodiésel.
Desmet domina estas tecnologías para producir alimentos, piensos y biocombustibles de calidad:
- Manipulación de granos: transporte por cadena, elevadores de cangilones, transporte por cinta, filtración de sustancias pulverulentas;
- Molienda de granos: molinos de martillos, mezclado, peletización, enfriamiento de pellets;
- Preparación de semillas: acondicionamiento, cocción, prensado;
- Extracción de aceite: extracción, desolventización, secado/enfriamiento de harina, destilación de miscela, recuperación de disolventes, sistemas de aceite mineral;
- Refinado de aceite: neutralización, desgomado ácido y enzimático, blanqueo, winterización, desodorización y sistemas de vacío;
- Modificación de grasas: fraccionamiento en seco y con disolventes, interesterificación química y enzimática, hidrogenación parcial y total;
- Oleoquímica: fraccionamiento de grasas, destilación de ácidos grasos, refinado de glicerina, producción de alcoholes grasos;
- Biodiésel: transesterificación, destilación de ésteres metílicos, recuperación de disolventes, rectificación, procesamiento de glicerina;
- Pretratamiento de aceite vegetal hidrotratado (HVO): desgomado, blanqueo, eliminación de polietileno, decoloración.

Entre los clientes de Desmet figuran líderes de la industria como ADM, Bunge, Cargill, así como proveedores locales de todo el mundo.

## Historia
Desmet se fundó en 1946 por el ingeniero Jean-Albert De Smet, quien inventó el primer extractor continuo horizontal para la extracción con disolventes en semillas oleaginosas. El Sr. De Smet era en aquella época el director de Antwerp Oil Mill y decidió fundar su propia empresa de ingeniería para la comercialización de su invento. Se fundó Extraction De Smet y las oficinas se localizaban en Edegem (cerca de Amberes), en Bélgica.
Extraction De Smet amplió muy rápidamente su oferta de tecnologías para el procesado de aceites y grasas: preparación y extracción (1946), refinado de aceite (1963), manipulación de grano y molienda de piensos (1975 - cooperación con Stolz) y modificación de grasas (1983). También durante este periodo se produjo una expansión internacional con la apertura de oficinas de ingeniería en España (1966), México (1969), Argentina (1969), Brasil (1970), Malasia (1978), EE. UU. (1979), Singapur (1980) e India (1984)
En 1988, RoseDowns, empresa británica fundada en 1777 y especializada en el diseño y la fabricación de prensas continuas para semillas oleaginosas, pasó a formar parte de "Desmet". Rosedowns sigue ubicada en Kingston Upon Hull.
En 1989, la empresa adquirió los derechos de la tecnología de desodorización de Votator e inició sus actividades en el sector oleoquímico (1990). Asimismo, continuó la expansión internacional con oficinas adicionales en Rusia (1995), la instalación de un "Centro Global de Ingeniería" en India (2000) y la puesta en marcha de una oficina en China (2002).
A partir de 2003, Extraction De Smet cambió su nombre a De Smet Technologies and Services y también trasladó sus oficinas principales de Edegem a Zaventem (cerca de Bruselas). En diciembre de 2004, De Smet Technologies and Services y el proveedor italiano de tecnología Ballestra, especializado en tecnologías para detergentes, tensioactivos y productos químicos, decidieron fusionar sus operaciones para trabajar con el mercado del biodiésel.  Desmet Ballestra, el nuevo nombre de la empresa, instaló más de 120 plantas de biodiésel de "primera generación" en todo el mundo.
Unos años después, la empresa abrió oficinas en Indonesia (2011), Marruecos (2015) y Vietnam (2019). En 2020, el grupo adquirió la empresa alemana Serptec, especialista en prensas para la extracción de grasas y aceites.
En 2012, Desmet Ballestra inició el desarrollo de tecnologías para plantas de pretratamiento de aceite vegetal hidrotratado (HVO) y combustibles sostenibles de aviación (SAF), un biocombustible de segunda generación para el transporte por carretera y aéreo.
Sin embargo, en 2022, los fondos de capital privado propietarios de Desmet Ballestra decidieron vender la empresa en dos partes. Se creó la empresa Desmet, englobando las actividades de Desmet, RoseDowns y Stolz; quedando Ballestra como entidad totalmente separada.
Desmet opera ahora como una unidad de negocio independiente de la "Food & Water Division" del Grupo Alfa Laval, que posee el 100% de las acciones de Desmet. Además, la empresa es propietaria de 70 patentes y cuenta con 3 centros de innovación situados en Bélgica, Francia y Malasia.